# Cho Min-kook
Dans ce nom coréen, le nom de famille, Cho, précède le nom personnel.
Cho Min-kook (coréen : 조민국) (né le 5 juillet 1963 à Séoul en Corée du Sud) est un footballeur international sud-coréen, qui évoluait au poste de défenseur, avant de devenir entraîneur.

## Biographie

### Carrière de joueur

#### Carrière en sélection
Avec l'équipe de Corée du Sud, il joue 42 matchs (pour 5 buts inscrits) entre 1983 et 1991. Il figure notamment dans le groupe des sélectionnés lors des coupes du monde de 1986 et de 1990. Lors du mondial 1986, il joue contre l'Argentine et la Bulgarie. Lors de l'édition 1990, il joue face à la Belgique.
Il participe également aux JO de 1988, ainsi qu'à la coupe d'Asie des nations de 1988. Lors du tournoi olympique, il joue contre l'URSS, les États-Unis et l'Argentine.

## Palmarès
| Lucky-Goldstar LG Cheetahs - Championnat de Corée du Sud (1) : - Champion : 1990. - Vice-champion : 1986 et 1989. |  | Corée du Sud - Coupe d'Asie des nations : - Finaliste : 1988. |